# Головко, Анатолий Иванович
Анатолий Иванович Головко (род. 22 июня 1954, с. Новопавловка, Барвенковский район, Харьковская область) — украинский промышленник и политик, министр промышленной политики Украины в 2006—2007 гг.
Лауреат Государственной премии Украины в области науки и техники (1999).

## Биография
Закончил Краматорский индустриальный институт (Донецкая область) по специальности инженер-механик, специальность «Оборудование и технология сварочного производства» (1976 г.).
Трудовую деятельность начал в 1976 котельником на Никопольском заводе ферросплавов (Днепропетровская область).
В 1976 — служба в рядах Советской армии (Брестский военный округ, БССР).
В 1978—2000 — старший инженер, заместитель начальника ремонтно-механического цеха, старший инженер отдела главного механика, помощник начальника плавильного цеха № 1 с механического оборудования, заместитель главного механика, главный механик, заместитель директора (заместитель председателя правления) по коммерческо-финансовым вопросам на Никопольском заводе ферросплавов.
В 2000—2003 — начальник сектора ферросплавов, советник-консультант машиностроительного комплекса в представительстве компании «Еуропиан Трейдинг Групп» (г. Запорожье).
В 2000—2002 — генеральный директор Украинского промышленно-инвестиционного консорциума «Металлургия» (г. Запорожье).
С 2003—2006 — советник по внешнеэкономическим связям представительства АО «Группа Энергетический стандарт» (Швейцария): в г. Москва (Российская Федерация), г. Киев.
В 2005 — первый заместитель председателя Запорожской областной государственной администрации.
Среди наград: Почётная грамота Президиума Верховного Совета УССР (1991).
Женат, имеет двух детей.